# Saint Heliers

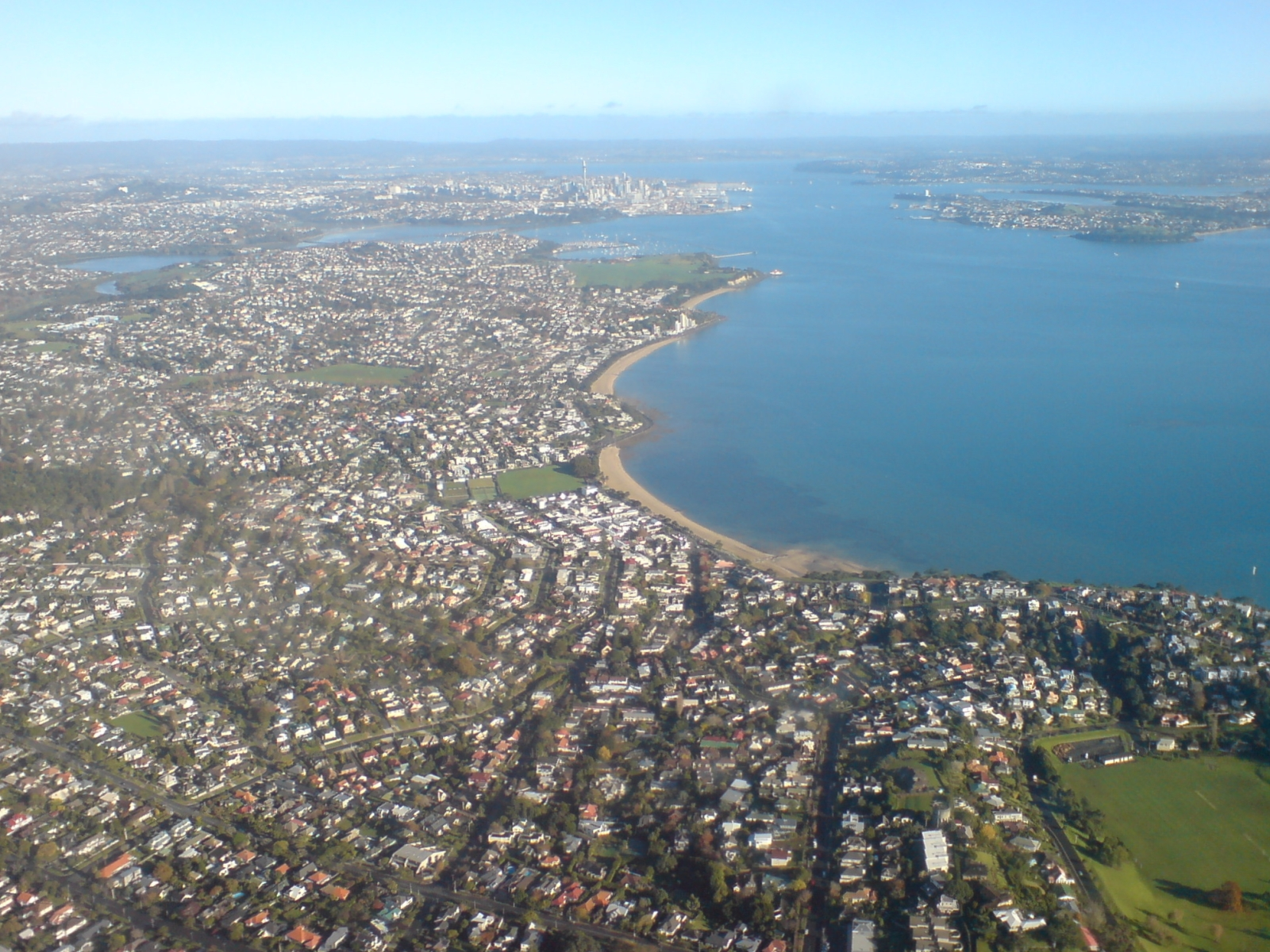
En regardant vers l’ouest au delà de St Heliers (dans le lointain) et les autres plages de l’est vers le CBD.

Saint Heliers est une banlieue de bord de mer de la cité d’Auckland située dans l’île du Nord de la Nouvelle-Zélande

## Population
La banlieue a une population de 4 824 habitants .

## Caractéristiques
Cette banlieue est réputée au-près de ses visiteurs pour ses plages, ses cafés, et ses vues de l’île Rangitoto : l’île volcanique caractéristique du Golfe de Hauraki.
La ville de St. Heliers est située à l’extrémité est de la Tamaki Drive (en), et considérée pour être le lieu où l’estuaire du fleuve Tamaki, qui autrefois séparait la ville d’Auckland de celle de Manukau City, jusqu’à ce que l’ensemble de la région d'Auckland soient amalgamées en 2010 sous une seule autorité municipale nommée : le Conseil d'Auckland.
Le gouvernement local de ‘St. Heliers’ est sous la responsabilité du Orakei Local Board (en), qui couvre aussi les banlieues d’Orakei, Kohimarama, Mission Bay, Glendowie, St Johns, Meadowbank, Remuera et Ellerslie.

## Histoire

### Glen Orchard
La colonisation européenne commence sur les pentes nord en face de la baie de St. Heliers, avec l’établissement de la ferme de Glen Orchard, que l’on considère avoir été construit dès 1850.
Le bâtiment est reconnu comme étant une zone ayant une signification historique, architectural et social pour la New Zealand Historic Places Trust en octobre 2010 .
Cette résidence de style ‘Régence’ comprend des influences Italiennes, et a une apparence grandiose et élégante.
Glen Orchard est un exemple historique d’une installation rurale prospère et liée aux colons, qui constituèrent les premières élites de la cité d’Auckland . Elle est connue comme étant la résidence du ‘Lieutenant-Général William Taylor’ (1790-1868), et son fils Charles, qui se maria dans la famille du quatrième premier ministre de la Nouvelle-Zélande, Alfred Domett.
William Taylor était un officier senior en retraite de l’East India Company de l’Madras Army (en).
Au milieu des années 1880, les bâtiments devinrent la pièce centrale d’un modèle planifié de banlieue de bord de mer, qui mena à la fondation de ce qui est à présent ‘St. Heliers’ .

## Toponymie
En 1879, Glen Orchard devint la première ferme expérimentale d’Auckland, dirigée par le ‘Major Walmsley’, qui suggéra le nom de ‘baie de St. Heliers’, supposé lui rappeler les lieux de vacances à la mode de Bay of Saint Helier, dans l’île de Jersey l’une des îles de britannique de Îles Anglo-Normandes.

### Transport
En novembre 1881, la ‘baie de St. Heliers’ fut achetée par la “ St. Heliers and Northcote Land Company” .
Le but de cette compagnie était de rendre les terres disponibles pour les développements résidentiels. La compagnie réalisa que cette zone pouvait devenir plus attractive pour des acheteurs potentiels ultérieurs si les connexions de ‘St. Heliers’ avec le centre-ville d ’ Auckland étaient améliorées.
À cette époque, ‘St Heliers’ était habituellement atteint par bateaux: le déplacement à partir d’Auckland prenant seulement 30 minutes, alors que le trajet des 13 km (ou 8 miles) par la route via Newmarket, Remuera et Meadowbank était habituellement beaucoup plus coûteux.
Durant cette période ‘St Heliers’ était un centre pour les fermiers locaux et la location des villas à quelques riches ‘businessmen’.
Malgré les annonces parues dans le journal The New Zealand Herald, tels que l’exemple sous-jacent, finalement les ventes de terres furent limitées et le projet de la compagnies échoua :
“Pour visiter la baie de ‘St. Heliers’, autrefois ‘Glen Orchard’, il devient évident que le fait qu’il n’y ai aucune autre baie d’une telle beauté à proximité d’Auckland.
Elle fournit une vue charmante et pittoresque du ‘North Shore’, ‘Rangitoto’, Motutapu’ et ‘Brown’s Island’.
La plage est si attractive que l’on ne peut trouver un lieu de séjour aussi agréable dans un endroit proche de l’eau.
Le sol est en partie volcanique et constitue un terreau chaud et riche, qui, pour les vergers et la culture des fleurs, reste petit pour être désiré.
On peut voir aussi que la terre glisse vers le nord avec des collines, derrière des protections des vents froids venant du sud, dès lors cet aspect est particulièrement favorable pour la croissance des fruits et le succès de jardinage.
Nous pouvons clairement dire que cela avec des possibilités de communications régulières et fréquentes par le moyen du tramway, ou du vapeur vers le nouveau quai, il ne nécessite pas d’étendre l’imagination pour croire que cette magnifique baie deviendra le ‘Brighton’ de la cité d’Auckland“ .
Cet avertissement indique le besoin pour de meilleurs moyens de transport.
La “ St. Heliers and Northcote Land Company” construisit un ponton de 460 m (soit 1 500 pieds) à St. Heliers en 1882 avant de devenir insolvable.
Toutefois la connexion par le tramway avec Auckland ne fut jamais réalisée.
En 1890, ‘St. Heliers’ était devenue une destination du front de mer réputée pour les promenades de la journée, avec des excursions allant d’Auckland à Thames.
Les excursions à la lueur de la lune (Moonligh) venant d’Auckland étaient particulièrement populaires.
Pour ces excursions particulières, les bateaux l’Eagle et l’Osprey étaient utilisés, permettant de danser à bord .
Après l’ouverture de la route Tamaki Drive (en) en 1931, St. Heliers devint une banlieue et une destination pour les ballades en voiture du dimanche .
Le quai est resté longtemps inutilisé mais il est souvent discuté de le reconstruire, chaque fois que le Tamaki Drive est embouteillé par le trafic.

## Paysages et caractéristiques

### La pointe d’Achilles
Le promontoire d’Achille point (en) est un promontoire rocheux sur le côté est de la baie des Dames (« Ladies Bay»), mais le nom peut aussi indiquer l’ensemble du cap entre St. Heliers et l’estuaire du fleuve Tamaki, Waitematā Harbour et le golfe de Hauraki .
Cette zone est habituellement appelée : Te Pane O Horoiwi (la tête d’Horoiwi), d’après le nom des chefs du canoé Tanui .
En 1940, il fut dénommé Achilles Point en l’honneur du navire de guerre de la Nouvelle-Zélande : HMS Achilles et de son équipage.
En effet, le navire Achillesavait ouvert le feu sur le croiseur allemand Admiral Graf Spee dans l’Atlantique sud, le 13 décembre 1939.
En faisant cela, il devint la première unité de Nouvelle-Zélande à combattre contre l’ennemi durant la Seconde Guerre mondiale, et le premier navire de guerre de la Nouvelle-Zélande à prendre part à une bataille navale.
Cette confrontation en Argentine fut plus tard appelée bataille du Rio de la Plata
.

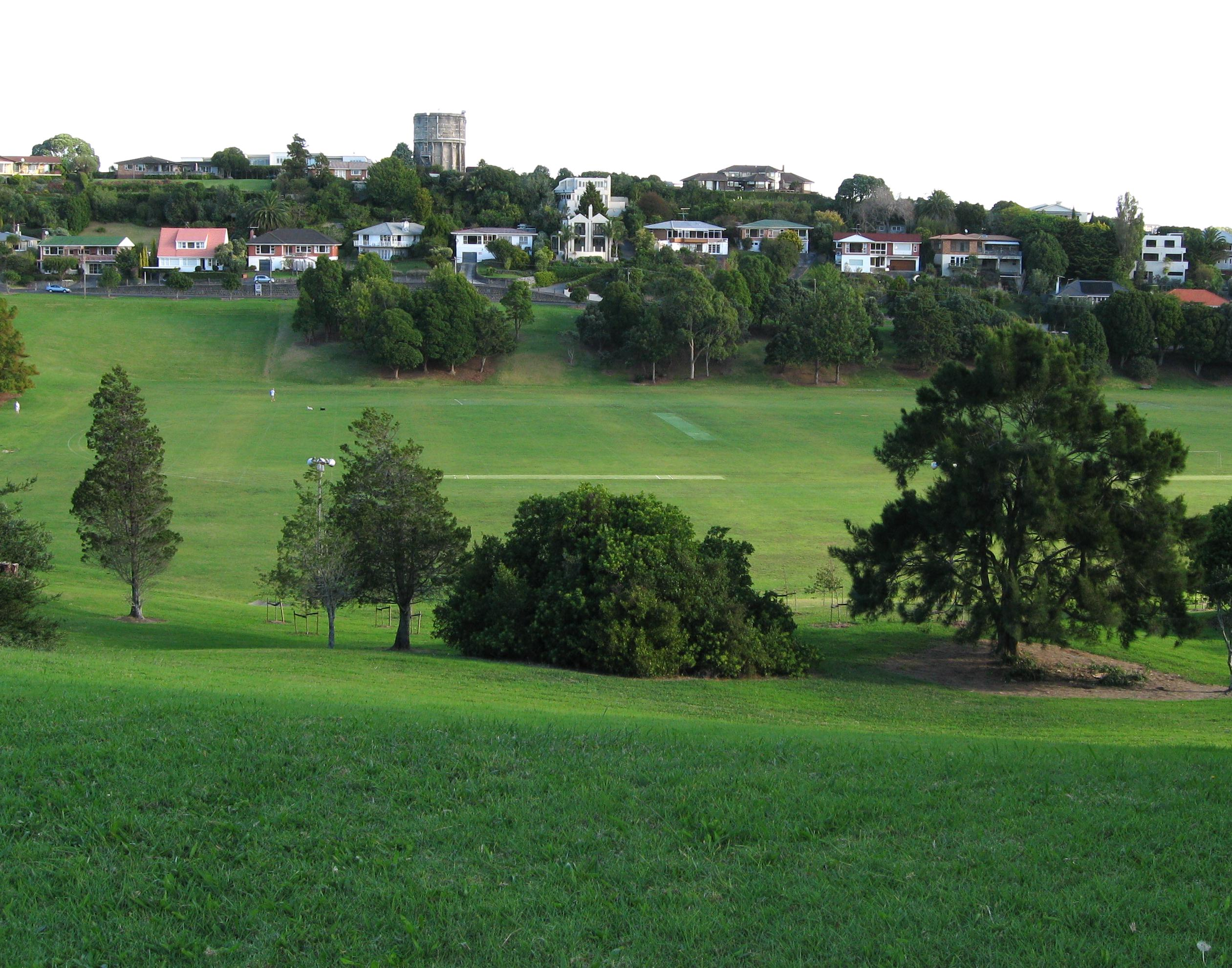
Glover Park.

Le premier engagement naval majeur de la Seconde Guerre mondiale durant lequel le Achilles battit le Admiral Graf Spee.

### Les parcs
Dingle Dell Reserve
En 1950, la Dingle Dell Reserve fut décrite comme le "Cinderella of Auckland’s Parks" oubliée, citée dans le journal : le New Zealand Herald .
Aujourd’hui, c’est toujours un lieu paisible localisé au cœur de la banlieue de St. Heliers, où les gens peuvent profiter d’une zone pour pique-niquer ou pour des promenades dans le bush. Ce parc abrite parmi d’autres plantes natives, le kohekohe, qui est une plante locale et le tanekaha (en) (un conifère local), qui sont le résultat de plantations entreprises en 1933.
Dingle Dell faisait partie des 4 fermes du Major Thomas Bunbury, qu’il avait achetées en 1842.
Elle devint une réserve publique en 1930 et est maintenant la propriété et est gérée par le Conseil d'Auckland .
Glover Park – est un volcan relativement peu connu de St Heliers.
C’est un maar d’un âge non précisé.
Son cratère était formé d’un marais lors de l’arrivée des premiers colons dans le secteur. Du côté de la mer, se trouvait un pā Māori pour la défense du village et du côté des terres une tour à eau marquait le point le plus élevé .
Le conseil de la cité d’Auckland (en) avait acquis les terres dans les années 1930 et en 1953, la moitié de la zone fut drainée et mise en valeur .
Environ dans les mêmes années, le service du Tamaki Ex-Servicemen's Women's Auxiliary planta des arbres pour commémorer les hommes du district, qui avaient perdu la vie lors de la Deuxième Guerre mondiale .
Malheureusement le projet de drainage de 1953 montra des défauts à cause du fait que le terrain restait instable et sujet à des épisodes d’inondations faciles .
Des actions de drainages additionnelles eurent lieu en 1959, faisant du parc une réserve sure et respectable, permettant au secteur d’être converti en terrain de sport nommé Glover Park.
Il n’est pas clair de savoir si les arbres plantés en 1953 sont toujours les mêmes arbres présents aujourd’hui dans « Glover Park ».

## Évènements
Le Weet-Bix Kids TRYathlon Park –premier triathlon pour enfant de Nouvelle-Zélande s’est tenu à ‘St. Heliers’ en 1992 et attira approximativement 500 participants.
Les enfants ont participé à la compétition sur des distances comportant de 50 mètres à la nage, 4 kilomètres en vélo et 1 kilomètre à la course.
Depuis 1992, cet évènement a grossi considérablement avec jusqu’à 20 000 enfants en compétition avec l’un des 13 TRYathlons répartis dans tout le pays organisés en 2013.
Round The Bays Fun Run – L’évènement annuel est le résultat du boom de la course au niveau international entre les années 1970 et 1980, durant lequel des millions de personnes se sont mises à courir .
La course nommée Auckland Round the Bays Fun Run est une des plus importantes du monde et fut initiée par le « Auckland Joggers Club » au début des années 1970.
La course fait de 8,4 km de long sur le trajet de la Tamaki Drive (en), la route plate suivant les contours du mouillage de Waitematā Harbour, passant à travers ‘Hobson Bay’, ‘Ōkahu Bay’, ‘Mission Bay, Kohimarama Beach, et finissant dans la baie de ‘St. Heliers’ .
Actuellement, on estime qu’entre 70 000 à80000 coureurs y participent chaque année ,.

## Galerie

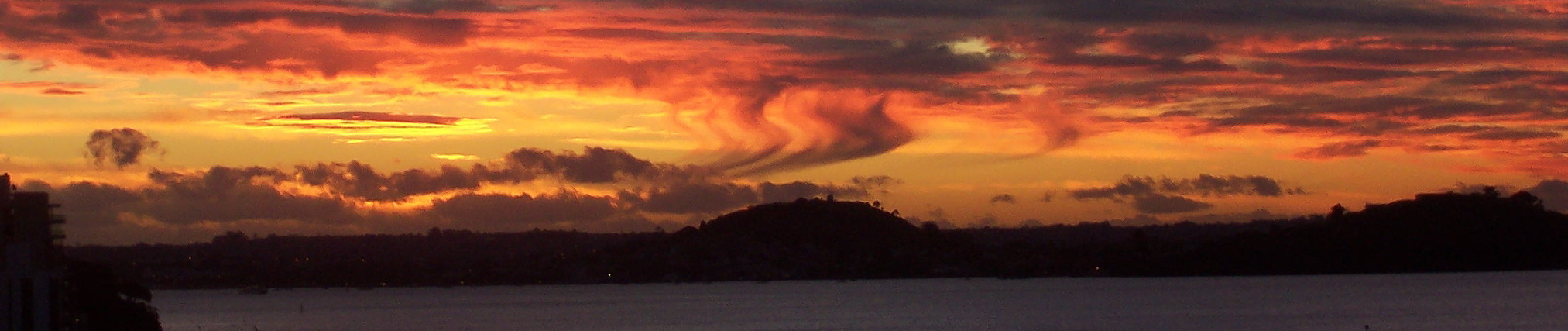
Waitematā Harbour au coucher de soleil, pris de la pointe entre Kohimarama avec la plage de St Heliers.
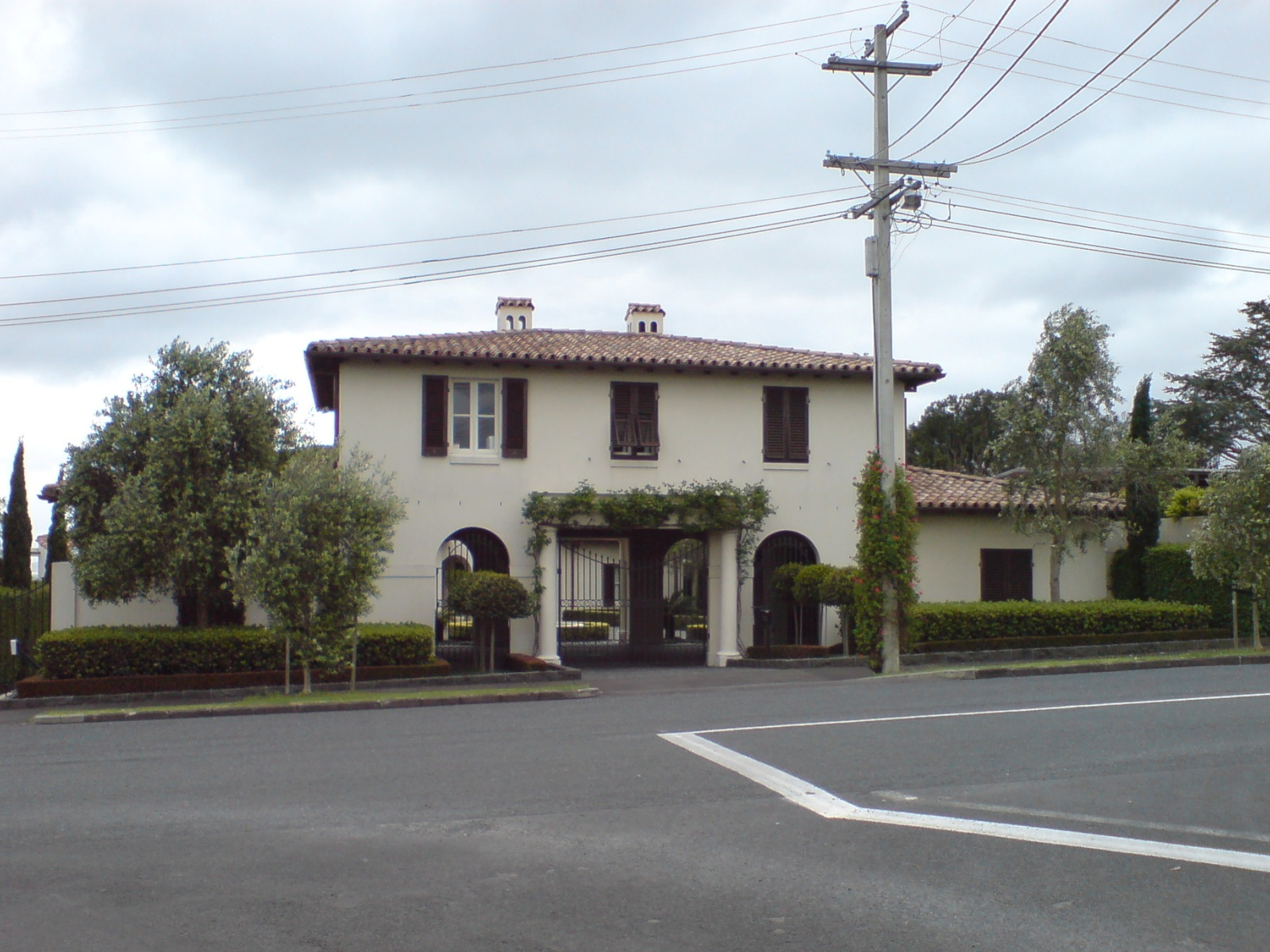
La banlieue relativement recherchée comprend quelques-unes des maisons dans un style rarement vu ailleurs en Nouvelle-Zélande.
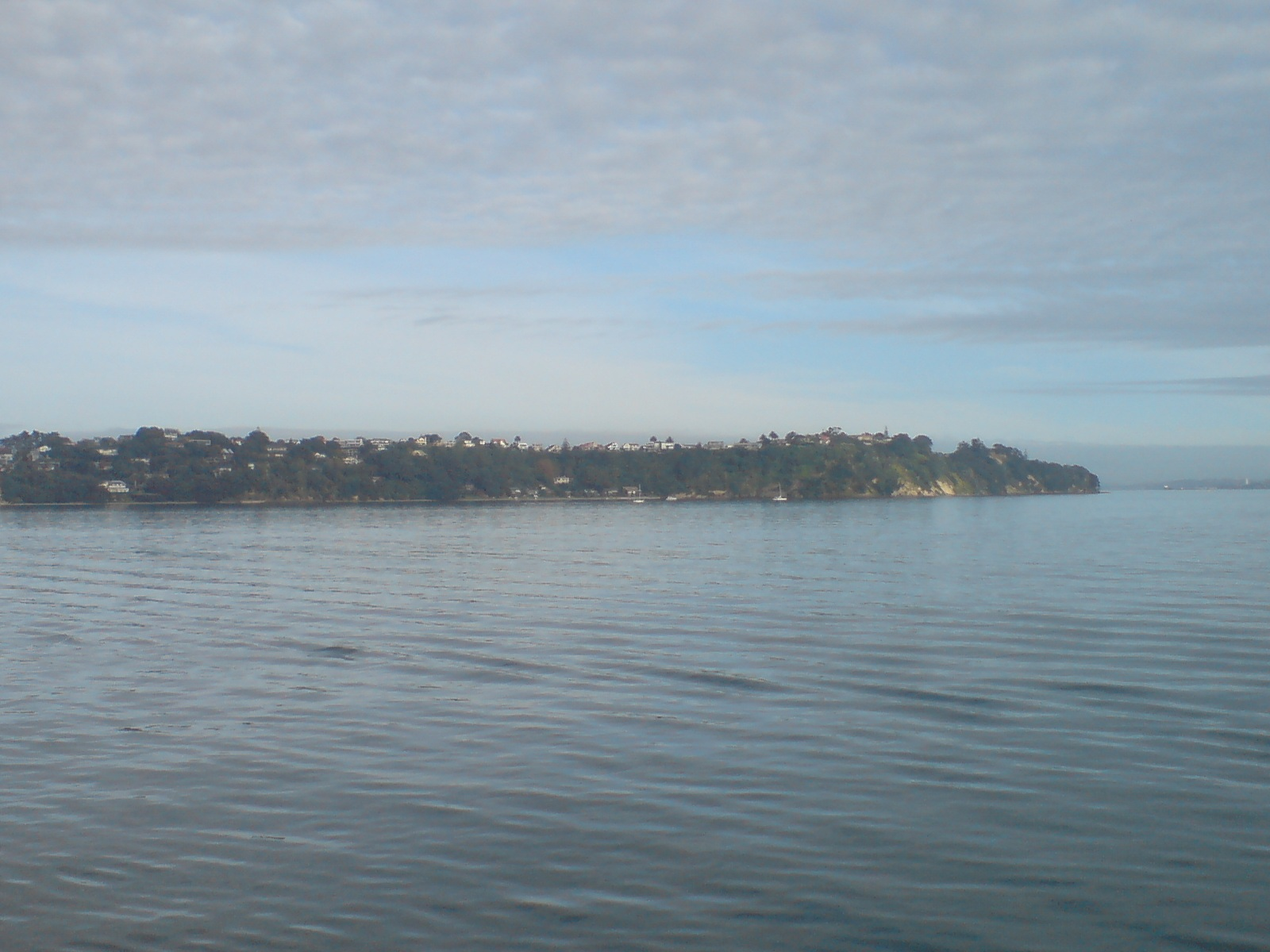
Vue sur l’eau à St. Heliers.